# Gerhart Hass
Gerhart Hass (* 29. März 1931 in Berlin; † 3. Mai 2008) war ein deutscher Historiker. Er war in der DDR am Institut für Geschichte an der Akademie der Wissenschaften der DDR tätig und arbeitete vor allem zu Faschismus und Zweitem Weltkrieg in Europa.

## Leben und Wirken
Nach dem 1949 abgelegten Abitur war Hass zunächst als FDJ-Kreissekretär hauptamtlich tätig. Er begann 1950 ein Studium der Geschichte  an der Humboldt-Universität Berlin und wurde 1951 zum Auslandsstudium delegiert, das er bis 1956 an der Shdanov-Universität in Leningrad absolvierte. 1956 schloss er sein Studium als Diplom-Historiker ab.
Von 1956 bis 1957 war Hass als Referent im Ministerium für Auswärtige Angelegenheiten der DDR tätig. Ab 1957 arbeitete er zunächst als wissenschaftlicher Assistent, später als wissenschaftlicher Arbeitsleiter in der Abteilung „1917–1945“ am Institut für Geschichte der Deutschen Akademie der Wissenschaften zu Berlin. Bis 1962 hatte er zugleich eine außerplanmäßige wissenschaftliche Aspirantur inne und promovierte im April 1962 bei Leo Stern und Werner Basler an der Martin-Luther-Universität Halle-Wittenberg über „Die Entwicklung der Gegensätze zwischen dem amerikanischen und dem deutschen Imperialismus am Vorabend des zweiten Weltkrieges (1938–1939)“.
Ab 1965 leitete Hass die Forschungsgruppe „Faschismus und Zweiter Weltkrieg“. 1970 erfolgte seine Promotion B über „Der zweite Weltkrieg in der Auseinandersetzung zwischen beiden gesellschaftlichen Systemen“. Von September 1974 bis 1991 hatte Hass eine Professur an der Akademie der Wissenschaften der DDR inne. Er wirkte an dem Großprojekt „Deutschland im zweiten Weltkrieg“ mit, das über die militärischen Handlungen hinaus auch deutsche Innenpolitik, Kriegswirtschaft, Widerstand, Außenpolitik und Okkupationspolitik behandelte und die deutsche Politik orientiert an der Leninschen Imperialismustheorie und der Dimitroff-These interpretierte. Begleitend wurden Dokumentenbände ediert.
Hass war Sekretär der Deutschen Sektion der Kommission der Historiker der DDR und der UdSSR. Von 1991 bis Mai 1995 wurde er im Rahmen des Wissenschaftlerintegrations-Programms der Koordinierungs- und Aufbauinitiative in Berlin beschäftigt.
1965 verpflichtete sich Hass dem Ministerium für Staatssicherheit der DDR als Inoffizieller Mitarbeiter. Nach seiner Verpflichtung unterzeichnete er mit dem Decknamen „Rolf“. Laut Martin Sabrow verkörperte Hass „den Typus eines Fachwissenschaftlers, der an der administrativen Führung des Instituts nur peripher teilhatte und sich nach dem Scheitern mehrerer Aufstiegsversuche […] vorwiegend der Forschung widmete. […] Ausschlaggebend für den raschen Erfolg des MfS war hier offenbar, daß der im Akademie-Institut mit dem Ruf eines intriganten Karrieristen behaftete und von vielen gemiedene Kandidat über die Zusammenarbeit mit dem MfS einen persönlichen Einflußzuwachs erreichen und seine Reisemöglichkeiten in die Bundesrepublik ausbauen wollte.“
1985 wurde Hass wegen hinterzogener Parteibeiträge aus der SED ausgeschlossen. Das MfS kappte die Verbindung im August 1985. Hass lebte zuletzt in Rangsdorf.

## Veröffentlichungen (Auswahl)
- mit Siegfried Thomas: Unser Geschichtsstudium an der Leningrader Universität. In: Zeitschrift für Geschichtswissenschaft 2 (1954), S. 162–166.
- mit Stefan Doernberg (Hrsg.): Der Deutsche Imperialismus und der zweite Weltkrieg. Rütten und Loening, Berlin 1960.
- Der komische Krieg in Westeuropa, September 1939 bis Mai 1940. Deutscher Militärverlag, Berlin 1961.
- Ostlandreiter ohne Chance. Beiträge zur Geschichte des faschistischen Überfalls auf die Sowjetunion. Akademie-Verlag, Berlin 1963.
- Von München bis Pearl Harbor. Zur Geschichte der deutsch-amerikanischen Beziehungen 1938–1941. Akademie-Verlag, Berlin 1965.
- und Peter Hoffmann: Geschichte der internationalen Beziehungen. Deutscher Verl. d. Wissenschaften VEB, Berlin 1965.
- mit Dietrich Eichholtz: Zu den Ursachen des zweiten Weltkrieges und den Kriegszielen des deutschen Imperialismus. In: Zeitschrift für Geschichtswissenschaft 15, Nr. 7 (1967), S. 1148–1170.
- mit Wolfgang Bleyer et al. (Hrsg.): Deutschland von 1939 bis 1945. Deutschland während des zweiten Weltkrieges. Deutscher Verlag der Wissenschaften, Berlin 1969.
- mit Karl Obermann (Hrsg.): Biographisches Lexikon zur deutschen Geschichte. 2. Auflage. Deutscher Verlag der Wissenschaften, Berlin 1970.
- mit Wolfgang Schumann (Hrsg.): Deutschland im ersten Weltkrieg. 2. Auflage. Akademie der Wissenschaften der DDR, Berlin 1970.
- mit Karl Drechsler und Hans Dress: Europapläne des deutschen Imperialismus im zweiten Weltkrieg. In: Zeitschrift für Geschichtswissenschaft 19, Nr. 7 (1971), S. 916–931.
- mit Wolfgang Schumann (Hrsg.): Anatomie der Aggression. Neue Dokumente zu den Kriegszielen des faschistischen deutschen Imperialismus im zweiten Weltkrieg. Deutscher Verlag der Wissenschaften, Berlin 1972.
- mit Wolfgang Schumann und Karl Drechsler (Hrsg.): Deutschland im zweiten Weltkrieg. Von einem Autorenkollektiv unter Leitung von Wolfgang Schumann, Gerhart Hass u. a., hrsg. Akademie der Wissenschaften der DDR, Zentralinstitut für Geschichte in Zusammenarbeit mit dem Militärgeschichtlichen Institut der DDR u. dem Institut für Marxismus-Leninismus beim ZK der SED. Akademie Verlag Berlin, gleichzeitig auch Pahl-Rugenstein, Köln 1974–1985. Hier insbesondere die Leitung des Teilband 1, Gerhart Hass, Lothar Berthold u. a.: Vorbereitung, Entfesselung und Verlauf des Krieges bis zum 22. Juni 1941. Berlin 1974.
- Hermann Göring. Der Reichstag brennt. In: Sturz ins Dritte Reich. Historische Miniaturen und Porträts 1933/35. 1983, S. 102–108.
- Bankrott der Münchener Politik. Die Zerschlagung der Tschechoslowakei 1939 (= Illustrierte historische Hefte. Heft 50), Deutscher Verlag der Wissenschaften, Berlin 1988, ISBN 3-326-00322-6.
- Münchner Diktat 1938. Komplott zum Krieg. Dietz Verlag, Berlin 1988, ISBN 978-3-320-01067-6.
- 23. August 1939. Der Hitler-Stalin-Pakt. Dokumentation. Dietz Verlag, Berlin 1990, ISBN 3-320-01555-9.
- mit Dietrich Eichholtz, Wolfgang Wippermann: Faschismus und Rassismus. Kontroversen um Ideologie und Opfer. Berlin 1992, ISBN 3-050-01852-6.
- Weltmachtziele – Europastrategie – Besatzungspolitik. Aspekte einer vergleichenden Okkupationsforschung. In: Zeitschrift für Sozialgeschichte 7 (1992), Nr. 2, S. 12–30.
- Zum Russlandbild der SS. In: Hans-Erich Volkmann (Hrsg.): Das Russlandbild im Dritten Reich. Köln [u. a.] 1994, ISBN 3-412-15793-7, S. 201–224.
- und Klaus Scheel: Europa unterm Hakenkreuz. Okkupation und Kollaboration. In: Zeitschrift für Geschichtswissenschaft 40 (1992), S. 1063–1065.
- Möglichkeiten und Grenzen vergleichender Betrachtung der Geschichte des Zweiten Weltkrieges. Mobilisierung und Radikalisierung. In: Zeitschrift für Geschichtswissenschaft 42 (1994), S. 56–59.
- Joachim von Ribbentrop. „… zwischen den Mahlsteinen der Weltgeschichte zerieben“. In: Manfred Weißbecker, Kurt Pätzold und Peter Black (Hrsg.): Stufen zum Galgen. Lebenswege vor den Nürnberger Urteilen. Militzke 1996, S. 55–87.
- Entgegnung. In: 1999. Zeitschrift für Sozialgeschichte des 20. und 21. Jahrhunderts. Jg. 15, Nr. 2 (2000), S. 157–163.
- Hitlers Krieg und Stalins Absichten. Der 22. Juni 1941. Politische, soziale und militärische Hintergründe der Konfrontation zwischen Nationalsozialismus und Stalinismus. In: Zeitschrift für Geschichtswissenschaft 48 (2000), S. 257–260. ISSN 0044-2828
- Der Krieg vor dem Krieg. Politik und Ökonomik der „friedlichen“ Aggressionen Deutschland 1938/39. In: Bulletin für Faschismus- und Weltkriegsforschung: wissenschaftliche Halbjahresschrift. Nr. 19, 2002, S. 70–74.
- Deutsche Besatzungspolitik im Leningrader Gebiet 1941–1944. In: „Wir sind die Herren dieses Landes“. Ursachen, Verlauf und Folgen des deutschen Überfalls auf die Sowjetunion. 2002, S. 64–81.
- Leben, Sterben und Überleben im belagerten Leningrad (1941–1944). In: Zeitschrift für Geschichtswissenschaft (2002).
- Naziverbrechen vor DDR-Gerichten. Eine Edition. Ed. Organon, Berlin 2002.
- Kulturelle „Gleichschaltung“ im faschistischen Deutschland als Teil der Kriegsvorbereitung und Wiederaufrüstung. In: Bulletin für Faschismus- und Weltkriegsforschung: wissenschaftliche Halbjahresschrift. Nr. 24, 2005, S. 58–78.
- Die deutsche Historiografie über die Belagerung Leningrads (1941–1944). In: Zeitschrift für Geschichtswissenschaft 54, Nr. 2 (2006), S. 139–162. ISSN 1434-5781
- Das deutsche Exil in der Sowjetunion 1933–1945. In: Handbuch zum Widerstand gegen Nationalsozialismus und Faschismus in Europa 1933/39 bis 1945. 2011, S. 311–323, ISBN 3-598-11767-1